# Hamit Altıntop
Hamit Altıntop [haˈmit altɯntɔp] (* 8. Dezember 1982 in Gelsenkirchen) ist ein ehemaliger deutsch-türkischer Fußballspieler. Sein Zwillingsbruder Halil war ebenfalls Profifußballer und türkischer Nationalspieler.
Seit dem 1. Juni 2019 ist Altıntop Vorstandsmitglied im türkischen Fußballverband.

## Karriere

### Jugend
Die beiden Brüder begannen bei der DJK Schwarz-Weiß Gelsenkirchen-Süd Vereinsfußball zu spielen. Nach einem Jahr wechselten beide zu TuS Rotthausen im benachbarten Stadtteil im Süden Gelsenkirchens. In den vier Jahren beim Rotthausener Nachwuchs wurden Sichter des damaligen Zweitligisten SG Wattenscheid 09, dessen Vereinsgelände unmittelbar südlich der Gelsenkirchener Stadtgrenze liegt, auf beide aufmerksam.

### Profibereich
Mit 18 Jahren kamen Hamit und Halil in die erste Mannschaft der SG Wattenscheid, mittlerweile in die drittklassige Regionalliga Nord abgestiegen. Hamit erarbeitete sich einen Stammplatz und lief innerhalb von drei Jahren 75-mal für den Klub auf. Durch seine Leistungen weckte er auch das Interesse von Klubs aus der Bundesliga.
Am Ende machte der Verein aus seiner Geburtsstadt, der FC Schalke 04, das Rennen um Hamit. In seinem ersten Spiel für Schalke am 2. August 2003 (1. Spieltag) im Heimspiel gegen Borussia Dortmund (Endstand 2:2) steuert er die Tore zum 1:0 und 2:0 bei. Zur Schalker Mannschaft stieß im Sommer 2006 sein Bruder Halil.
Zur Saison 2007/08 wechselte Altıntop zum FC Bayern München, bei dem er einen Dreijahresvertrag unterschrieb. Bei den Bayern sollte er im rechten Mittelfeld den zu Juventus Turin gewechselten Hasan Salihamidžić ersetzen. Trotz der starken Konkurrenz auf seiner Position kam Altıntop in seiner ersten Saison regelmäßig zum Einsatz. 2008 und 2010 gewann er mit dem FC Bayern das Double aus Deutscher Meisterschaft und DFB-Pokal. Im Finale der Champions League am 22. Mai 2010 ersetzte er den gesperrten Franck Ribéry, konnte jedoch die 0:2-Niederlage gegen Inter Mailand nicht verhindern. Der Verein verlängerte seinen Vertrag um ein Jahr bis Juni 2011.
Zum Saisonende 2010/11 verließ er den Verein ablösefrei.
Real Madrid verpflichtete Altıntop ab der Saison 2011/12. Er erhielt einen Vierjahresvertrag bis zum 30. Juni 2015. Nach einer längeren Verletzungspause, während der er Medienberichten zufolge auf sein Gehalt verzichtete, bestritt er am 27. September 2011 beim 3:0-Sieg gegen Ajax Amsterdam in der UEFA Champions League sein erstes Pflichtspiel für die Madrilenen. Im Laufe der Saison kam Altıntop nie über den Status eines Ergänzungsspielers hinaus und absolvierte in der Liga lediglich 155 Einsatzminuten.
Im Juli 2012 verpflichtete Galatasaray Istanbul Altıntop. In seiner ersten Saison gewann er mit der Mannschaft die türkische Meisterschaft. Nach insgesamt 89 Pflichtspielen in viereinhalb Jahren kam er zum Schluss bei Galatasaray kaum noch zum Einsatz, sodass Anfang Januar 2017 sein noch bis Saisonende laufender Vertrag im beiderseitigen Einvernehmen aufgelöst wurde und er den Verein verließ. Sein letztes Spiel für Galatasaray bestritt er am 28. Dezember 2016 bei der 2:3-Niederlage in der Gruppenphase des türkischen Pokals gegen den Drittligisten Tuzlaspor, einem Verein aus Istanbul.

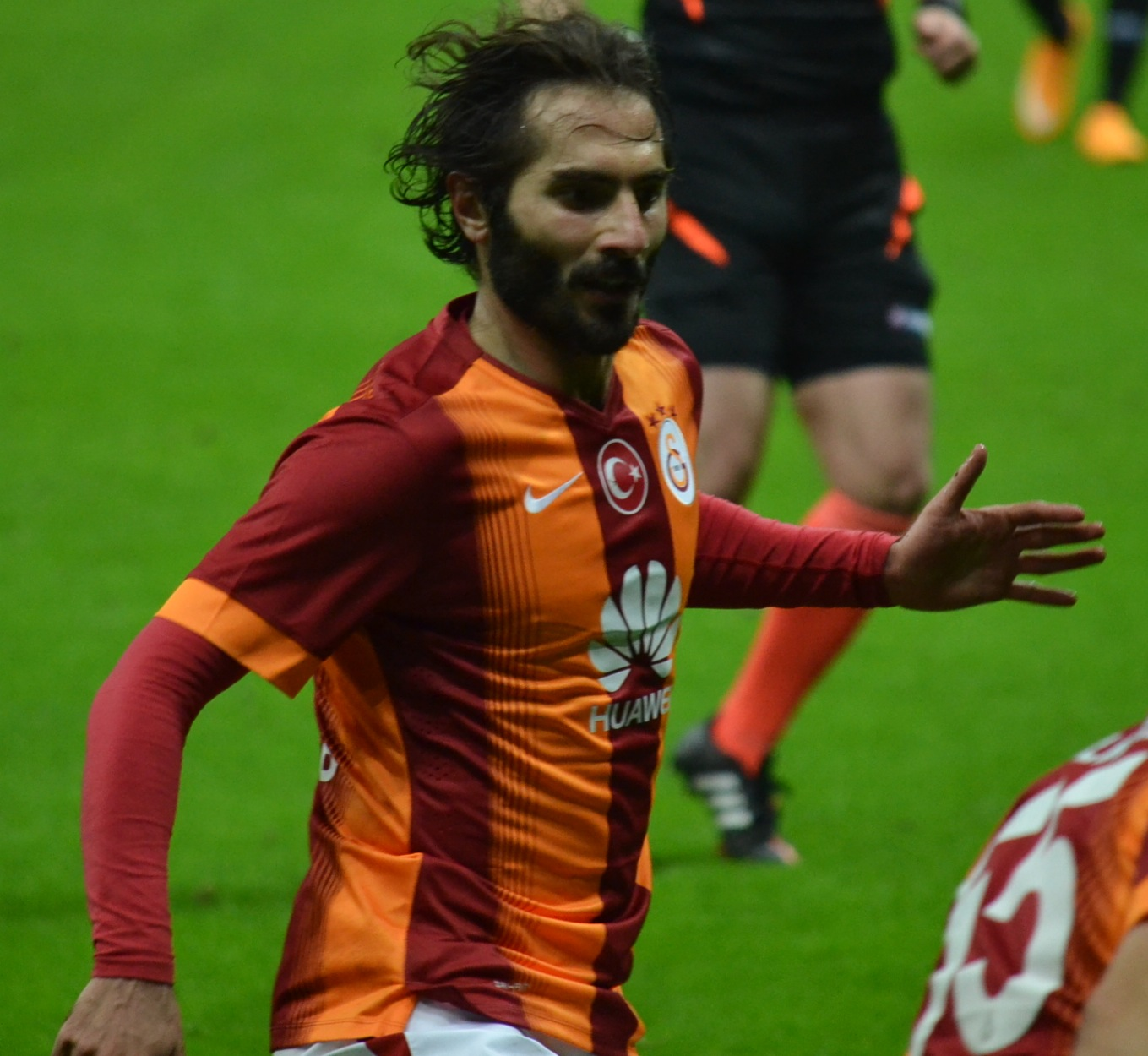
Hamit Altıntop (2015)

Ende Januar 2017 wurde Altıntop vom abstiegsbedrohten Bundesligisten SV Darmstadt 98 verpflichtet und erhielt dort einen bis zum Saisonende laufenden Vertrag. Sein Debüt für die Lilien gab er bei der 0:2-Auswärtsniederlage gegen Eintracht Frankfurt, als er in der 79. Spielminute für Peter Niemeyer eingewechselt wurde. Mitte Juli 2017 verlängerte Altıntop seine Vertragslaufzeit bis 2018, nachdem er in 16 Spielen für die Südhessen eingesetzt wurde. Anfang Januar 2018 verließ er den Verein aus privaten Gründen und zog mit seiner Familie in die Türkei. In seiner letzten Profisaison stand er in 17 Ligaspielen auf dem Platz und konnte ein Tor erzielen.

### Nationalmannschaft
Für die türkische Nationalmannschaft gab er sein Debüt am 18. Februar 2004 in Adana gegen Dänemark. Zwei Freistöße beim EM-Qualifikationsspiel am 28. März 2007 gegen Norwegen führten nicht nur zu seinen ersten Länderspieltoren, sondern auch zum 2:2-Endstand. Mit der türkischen Fußballnationalmannschaft erreichte er 2008 das Halbfinale der Europameisterschaft. Nach dem Turnier wurde er ins UEFA-All-Star-Team gewählt.
Beim 3:0-Sieg im Qualifikationsspiel für die EM 2012 gegen Kasachstan am 3. September 2010 erzielte Altıntop per Volleyschuss nach einem Eckball von Emre Belözoğlu das 2:0. Dieses Tor wurde mit dem FIFA-Puskás-Preis 2010 ausgezeichnet.
Sein letztes Länderspiel für die Türkei absolvierte er bei der 0:4-Niederlage im Freundschaftsspiel gegen Brasilien am 12. November 2014. Beim Qualifikationsspiel für die EM 2016 gegen die Niederlande am 28. März 2015 stand er noch ein letztes Mal im Kader, kam jedoch nicht zum Einsatz.

## Erfolge
- UEFA-Intertoto-Cup-Sieger: 2003 und 2004
- DFL-Ligapokal-Sieger: 2005 und 2007
- Deutscher Meister: 2008, 2010
- Deutscher Vizemeister: 2005, 2007, 2009
- DFB-Pokalsieger: 2008, 2010
- DFB-Pokalfinalist: 2005
- Finalist der UEFA Champions League: 2010
- DFL-Supercup-Sieger: 2010
- Spanischer Meister: 2012
- Türkischer Meister: 2013, 2015
- Türkischer Vizemeister: 2014
- Türkischer Pokalsieger: 2014, 2015, 2016
- Türkischer Fußball-Supercup-Sieger: 2012, 2013, 2015, 2016
- Türkischer Fußball-Supercup-Finalist: 2014

## Auszeichnungen
- Berufung in das UEFA-All-Star-Team der Fußball-Europameisterschaft 2008
- FIFA-Puskás-Preis 2010 (für das schönste Tor des Jahres)

## Soziales Engagement
Hamit Altıntop engagiert sich für die Deutsche Knochenmarkspenderdatei. Im Jahr 2010 warb er bundesweit auf Plakaten für die Stammzellspende.

## Kritik an Mesut Özil
In einem Interview mit der Süddeutschen Zeitung vor dem EM-Qualifikationsspiel zwischen Deutschland und der Türkei im Jahr 2010 kritisierte Altıntop Mesut Özil für seine Entscheidung, für die deutsche Nationalmannschaft, und nicht für die türkische, zu spielen. Er versuche auch andere türkeistämmige Fußballspieler davon zu überzeugen, für die Türkei zu spielen. Er äußerte sich u. a. wie folgt: „Ich bin ein toleranter Mensch und respektiere Mesuts Weg, aber unterstützen kann ich ihn nicht.“ Zu seiner eigenen Person sagte er: „Ich bin Deutschland sehr, sehr dankbar, ich habe hier sehr viel gelernt und sehr viele Chancen bekommen. Aber meine Mama kommt aus der Türkei, mein Vater kommt aus der Türkei, ich bin Türke.“